# Prosthechea christyana
Prosthechea christyana là một loài thực vật có hoa trong họ Lan. Loài này được (Rchb.f.) Garay & Withner mô tả khoa học đầu tiên năm 2001.